# Jüdische Friedhöfe in Haren (Ems)
Es sind zwei Jüdische Friedhöfe in der niedersächsischen Stadt Haren (Ems) im Landkreis Emsland dokumentiert.

## Alter Friedhof
Der alte Friedhof bestand südlich von Haren im „Wesuwer Brook“ seit einem unbekannten Zeitpunkt. Er wurde etwa bis zum Jahr 1907 belegt. Sechs Grabsteine aus dem 19. Jahrhundert wurden vom alten auf den neuen Friedhof umgesetzt.

## Neuer Friedhof

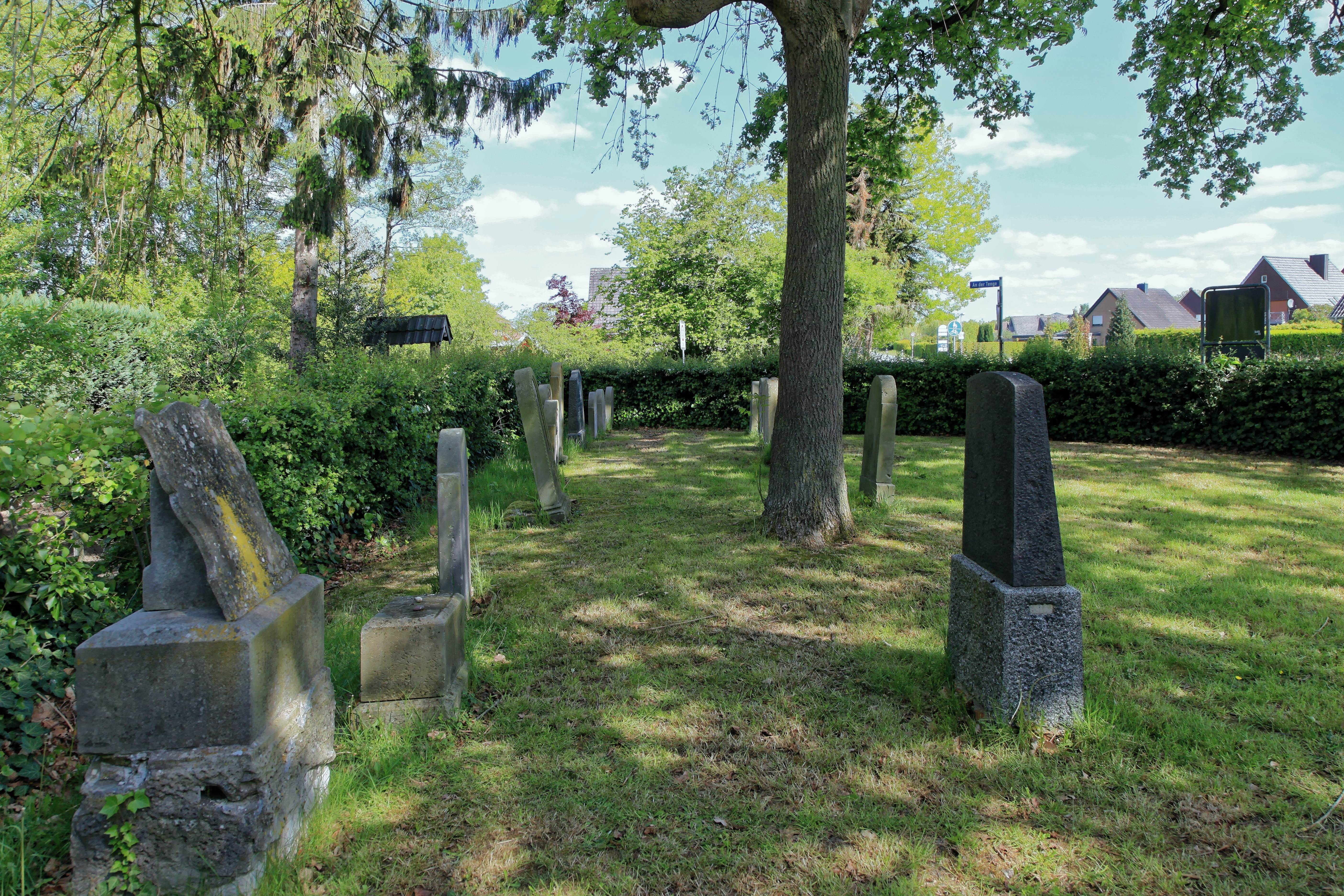
Der jüdische Friedhof „An der Tenge“(Mai 2019)

Der neue Friedhof „An der Tenge“, etwa 1 km nördlich der Stadt an der Straße nach Landegge gelegen, wurde im Jahr 1907/08 angelegt und bis 1933 belegt. Von den 20 Grabsteinen auf dem 297 m² großen Friedhof, der 1957 instand gesetzt wurde, stammen sechs vom alten Friedhof. Im Jahr 1988 wurde auf dem Gelände ein Gedenkstein errichtet.